# Kogarkoïta
La kogarkoïta és un mineral de la classe dels sulfats. Rep el seu nom de Lia Nikolaievna Kogarko (1936–), geoquímica i petròloga russa, investigadora de les roques alcalines.

## Característiques
La kogarkoïta és un sulfat de fórmula química Na₃(SO₄)F. Cristal·litza en el sistema monoclínic. La seva duresa a l'escala de Mohs és 3,5.
Segons la classificació de Nickel-Strunz, la kogarkoïta pertany a «07.B - Sulfats (selenats, etc.) amb anions addicionals, sense H₂O, amb cations grans només» juntament amb els següents minerals: sulfohalita, galeïta, schairerita, caracolita, cesanita, aiolosita, burkeïta, hanksita, cannonita, lanarkita, grandreefita, itoïta, chiluïta, hectorfloresita, pseudograndreefita i sundiusita.

## Formació i jaciments
Va ser descoberta al mont Al·luaiv, al massís de Lovozero, a l'óblast de Múrmansk, Rússia. També ha estat descrita a altres països, com Canadà, Etiòpia, Itàlia, Kenya, Tanzània i els Estats Units; tot i això, els jaciments on poder trobar aquest mineral no arriben a la desena.